# Coppa Italia 2023-2024
La Coppa Italia 2023-2024, denominata Coppa Italia Frecciarossa per ragioni di sponsorizzazione, è stata la 77ª edizione della manifestazione calcistica. È iniziata il 5 agosto 2023 e si è conclusa il 15 maggio 2024.
Il torneo è stato vinto dalla Juventus, al quindicesimo successo nella competizione, nonché il sesto in un decennio.

## Formula
La formula usata è la stessa attuata a partire dall'edizione 2021-2022, con 44 squadre partecipanti. Oltre ai 20 club di Serie A, ne partecipano solo 18 su 20 di Serie B: non partecipano infatti il Brescia, riammesso al campionato cadetto dopo la retrocessione per sostituire la Reggina, esclusa per inadempienze finanziarie, ed il neopromosso Lecco, che è stato iscritto in Serie B a seguito delle sentenze favorevoli del TAR del Lazio, ma è rimasto comunque escluso dalla coppa nazionale. Ad integrazione dell'organico sono state dunque iscritte 6 squadre (anziché 4) di Serie C. Le squadre esordiscono nel torneo partendo da turni diversi in base alla categoria di appartenenza, con l'eccezione del Crotone, miglior seconda classificata dei gironi del campionato di Serie C, che è stato inserito nel posto di tabellone lasciato vacante dalla Reggina e, pur militando in Serie C, esordisce nella competizione dai trentaduesimi.
L'intera competizione si svolge a eliminazione diretta, con partite secche in ogni turno ad eccezione delle semifinali: queste ultime si articolano su andata e ritorno, senza la regola dei gol in trasferta, come già avvenuto nelle ultime stagioni sportive per le coppe europee. In caso di parità allo scadere dei tempi regolamentari, la vincitrice viene individuata dai tempi supplementari e dagli eventuali tiri di rigore. L'utilizzo del fuorigioco semi-automatico è confermato, dopo essere stato introdotto a partire dai quarti di finale dell'edizione precedente.
Le squadre che hanno terminato il campionato di Serie A nelle prime otto posizioni ("teste di serie") sono ammesse direttamente agli ottavi di finale. Durante i turni eliminatori, ad usufruire del fattore campo è la squadra col numero di tabellone più basso; anche nella fase finale è applicata tale regola, in particolare nelle semifinali serve a definire la squadra che giocherà in casa la partita di ritorno. I numeri di tabellone sono assegnati mediante criterio meritocratico: il numero 1 spetta alla detentrice del trofeo, mentre i numeri successivi (dal 2 al 44) sono assegnati seguendo le classifiche dei campionati di Serie A, B e C della stagione precedente, con la suddetta eccezione del Crotone che prende il posto della Reggina.
La finale si è svolta allo Stadio Olimpico di Roma.

### Struttura del torneo
|                               | Squadre che entrano in questo turno | Squadre qualificate dal turno precedente |
| ----------------------------- | --- | ---------------------------------------- |
| Turno preliminare (8 squadre) | - 3 squadre di Serie B (le 3 squadre vincitrici dei tre gironi del campionato di Serie C precedente, cui sono attribuiti i numeri di tabellone dal 37 al 39, mentre la squadra vincitrice dei play-off del campionato di Serie C precedente, il Lecco, non è ammessa) - 5 squadre di Serie C (le quattro squadre con il ranking migliore del campionato di Serie C precedente, cui sono attribuiti i numeri di tabellone 40 e 41 e 43 e 44, ad eccezione del Crotone qualificato al turno successivo e del Pordenone non iscritto, e la squadra vincitrice della Coppa Italia Serie C precedente, cui è attribuito il numero 42) |                                          |
| Trentaduesimi (32 squadre)    | - 12 squadre di Serie A (le squadre posizionate dal 9º al 17º posto nel campionato di Serie A precedente e le tre squadre promosse in Serie A nella stagione precedente, cui sono attribuiti i numeri di tabellone dal 9 al 20) - 4 squadre di Serie B (le 3 squadre retrocesse dal campionato di Serie A precedente e la squadra perdente della finale play-off del campionato di Serie B precedente, cui sono attribuiti i numeri di tabellone dal 21 al 24) - 11 squadre di Serie B (le squadre posizionate dal 3º al 17º posto nel campionato di Serie B precedente, cui sono attribuiti i numeri di tabellone dal 25 al 36, ad eccezione della Reggina posizionata 7ª e non ammessa, cui era stato attribuito il numero di tabellone 27) - 1 squadra di Serie C (la squadra con il ranking migliore del campionato di Serie C precedente, il Crotone, cui è attribuito il numero di tabellone 27 e che prende il posto della Reggina) | - 4 vincenti del turno preliminare       |
| Sedicesimi (16 squadre)       | | - 16 vincenti dei trentaduesimi          |
| Fase finale (16 squadre)      | - 8 squadre di Serie A ("teste di serie" del torneo, cui sono attribuiti i numeri di tabellone dall'1 all'8) | - 8 vincenti dei sedicesimi              |

## Calendario
Il calendario è stato ufficializzato dalla Lega Serie A il 30 giugno 2023.
| Fase              | Turno             | Andata                                      | Ritorno                                     |
| ----------------- | ----------------- | ------------------------------------------- | ------------------------------------------- |
| Turni eliminatori | Turno preliminare | 5-6 agosto 2023                             | 5-6 agosto 2023                             |
| Turni eliminatori | Trentaduesimi     | 11-12-13-14 agosto 2023                     | 11-12-13-14 agosto 2023                     |
| Turni eliminatori | Sedicesimi        | 31 ottobre, 1º-2 novembre 2023              | 31 ottobre, 1º-2 novembre 2023              |
| Fase finale       | Ottavi di finale  | 5-6-19-20 dicembre 2023, 2-3-4 gennaio 2024 | 5-6-19-20 dicembre 2023, 2-3-4 gennaio 2024 |
| Fase finale       | Quarti di finale  | 9-10-11 gennaio 2024                        | 9-10-11 gennaio 2024                        |
| Fase finale       | Semifinali        | 2-3 aprile 2024                             | 23-24 aprile 2024                           |
| Fase finale       | Finale            | 15 maggio 2024                              | 15 maggio 2024                              |

## Squadre
| Squadre    | Rank |
| ---------- | ---- |
| Inter      | 1    |
| Napoli     | 2    |
| Lazio      | 3    |
| Milan      | 4    |
| Atalanta   | 5    |
| Roma       | 6    |
| Juventus   | 7    |
| Fiorentina | 8    |

| Squadre     | Rank |
| ----------- | ---- |
| Bologna     | 9    |
| Torino      | 10   |
| Monza       | 11   |
| Udinese     | 12   |
| Sassuolo    | 13   |
| Empoli      | 14   |
| Salernitana | 15   |
| Lecce       | 16   |
| Verona      | 17   |
| Frosinone   | 18   |
| Genoa       | 19   |
| Cagliari    | 20   |
| Spezia      | 21   |
| Cremonese   | 22   |
| Sampdoria   | 23   |
| Bari        | 24   |

| Squadre    | Rank |
| ---------- | ---- |
| Parma      | 25   |
| Südtirol   | 26   |
| Crotone    | 27   |
| Venezia    | 28   |
| Palermo    | 29   |
| Modena     | 30   |
| Pisa       | 31   |
| Ascoli     | 32   |
| Como       | 33   |
| Ternana    | 34   |
| Cittadella | 35   |
| Cosenza    | 36   |

| Squadre        | Rank |
| -------------- | ---- |
| Catanzaro      | 37   |
| Reggiana       | 38   |
| Feralpisalò    | 39   |
| Cesena         | 40   |
| Virtus Entella | 41   |
| L.R. Vicenza   | 42   |
| Pescara        | 43   |
| Foggia         | 44   |

## Partite

### Turni eliminatori

#### Turno preliminare
| Squadra 1   | Risultato       | Squadra 2      |
| ----------- | --------------- | -------------- |
| Cesena      | 2 - 2 (6-5 dtr) | Virtus Entella |
| Catanzaro   | 1 - 0           | Foggia         |
| Reggiana    | 6 - 2           | Pescara        |
| Feralpisalò | 2 - 1           | L.R. Vicenza   |

#### Trentaduesimi
| Squadra 1   | Risultato       | Squadra 2   |
| ----------- | --------------- | ----------- |
| Bologna     | 2 - 0           | Cesena      |
| Verona      | 3 - 1           | Ascoli      |
| Lecce       | 1 - 0           | Como        |
| Bari        | 0 - 3           | Parma       |
| Cosenza     | 2 - 5 (dts)     | Sassuolo    |
| Spezia      | 2 - 2 (4-3 dtr) | Venezia     |
| Cagliari    | 2 - 1 (dts)     | Palermo     |
| Udinese     | 4 - 1           | Catanzaro   |
| Monza       | 1 - 2           | Reggiana    |
| Genoa       | 4 - 3           | Modena      |
| Empoli      | 1 - 2           | Cittadella  |
| Cremonese   | 3 - 1 (dts)     | Crotone     |
| Salernitana | 1 - 0           | Ternana     |
| Sampdoria   | 1 - 1 (7-6 dtr) | Südtirol    |
| Frosinone   | 1 - 0           | Pisa        |
| Torino      | 2 - 1           | Feralpisalò |

#### Sedicesimi
| Squadra 1   | Risultato       | Squadra 2  |
| ----------- | --------------- | ---------- |
| Bologna     | 2 - 0           | Verona     |
| Lecce       | 2 - 4           | Parma      |
| Sassuolo    | 0 - 0 (5-4 dtr) | Spezia     |
| Udinese     | 1 - 2 (dts)     | Cagliari   |
| Genoa       | 2 - 1 (dts)     | Reggiana   |
| Cremonese   | 2 - 1 (dts)     | Cittadella |
| Salernitana | 4 - 0           | Sampdoria  |
| Torino      | 1 - 2 (dts)     | Frosinone  |

### Fase finale

#### Ottavi di finale
| Squadra 1  | Risultato       | Squadra 2   |
| ---------- | --------------- | ----------- |
| Inter      | 1 - 2 (dts)     | Bologna     |
| Fiorentina | 2 - 2 (4-1 dtr) | Parma       |
| Atalanta   | 3 - 1           | Sassuolo    |
| Milan      | 4 - 1           | Cagliari    |
| Lazio      | 1 - 0           | Genoa       |
| Roma       | 2 - 1           | Cremonese   |
| Juventus   | 6 - 1           | Salernitana |
| Napoli     | 0 - 4           | Frosinone   |

#### Quarti di finale
| Squadra 1  | Risultato       | Squadra 2 |
| ---------- | --------------- | --------- |
| Fiorentina | 0 - 0 (5-4 dtr) | Bologna   |
| Milan      | 1 - 2           | Atalanta  |
| Lazio      | 1 - 0           | Roma      |
| Juventus   | 4 - 0           | Frosinone |

#### Semifinali
| Squadra 1  | Totale | Squadra 2 | Andata | Ritorno |
| ---------- | ------ | --------- | ------ | ------- |
| Fiorentina | 2 - 4  | Atalanta  | 1 - 0  | 1 - 4   |
| Juventus   | 3 - 2  | Lazio     | 2 - 0  | 1 - 2   |

### Finale
| Arbitro: | Maresca (Napoli) |

|  |           |             |
|  | Marcatori | 4’ Vlahović |

| Atalanta | Juventus |

| P                    | 29 | Marco Carnesecchi    |       |     |
| D                    | 15 | Marten de Roon       |       | 65’ |
| D                    | 4  | Isak Hien            | 17’   | 59’ |
| D                    | 19 | Berat Djimsiti       | 78’   |     |
| C                    | 77 | Davide Zappacosta    |       | 59’ |
| C                    | 8  | Mario Pašalić        |       | 59’ |
| C                    | 13 | Éderson              |       |     |
| C                    | 22 | Matteo Ruggeri       |       |     |
| A                    | 7  | Teun Koopmeiners     |       |     |
| A                    | 11 | Ademola Lookman      |       |     |
| A                    | 17 | Charles De Ketelaere |       | 46’ |
| A disposizione:      |    |                      |       |     |
| P                    | 1  | Juan Musso           |       |     |
| P                    | 31 | Francesco Rossi      |       |     |
| D                    | 2  | Rafael Tolói         | 90+6’ | 65’ |
| D                    | 20 | Mitchel Bakker       |       |     |
| D                    | 33 | Hans Hateboer        | 59’   |     |
| D                    | 42 | Giorgio Scalvini     | 59’   |     |
| D                    | 43 | Giovanni Bonfanti    |       |     |
| C                    | 25 | Michel Adopo         |       |     |
| C                    | 59 | Aleksei Miranchuk    | 59’   |     |
| A                    | 10 | El Bilal Touré       | 46’   |     |
| Allenatore:          |    |                      |       |     |
| Gian Piero Gasperini |    |                      |       |     |

| P                    | 36                   | Mattia Perin            |       |     |
| D                    | 4                    | Federico Gatti          |       |     |
| D                    | 3                    | Bremer                  | 90+1’ |     |
| D                    | 6                    | Danilo                  |       |     |
| C                    | 41                   | Hans Nicolussi Caviglia |       | 62’ |
| C                    | 27                   | Andrea Cambiaso         |       | 81’ |
| C                    | 25                   | Adrien Rabiot           |       |     |
| C                    | 16                   | Weston McKennie         |       |     |
| C                    | 17                   | Samuel Iling-Junior     |       |     |
| A                    | 9                    | Dušan Vlahović          | 56’   | 81’ |
| A                    | 7                    | Federico Chiesa         |       | 69’ |
| A disposizione:      |                      |                         |       |     |
| P                    | 1                    | Wojciech Szczęsny       |       |     |
| P                    | 23                   | Carlo Pinsoglio         |       |     |
| D                    | 12                   | Alex Sandro             |       |     |
| D                    | 24                   | Daniele Rugani          |       |     |
| D                    | 33                   | Tiago Djaló             |       |     |
| C                    | 11                   | Filip Kostić            |       |     |
| C                    | 20                   | Fabio Miretti           |       | 62’ |
| C                    | 22                   | Timothy Weah            |       | 81’ |
| C                    | 26                   | Carlos Alcaraz          |       |     |
| A                    | 14                   | Arkadiusz Milik         |       | 81’ |
| A                    | 15                   | Kenan Yıldız            |       | 69’ |
| A                    | 18                   | Moise Kean              |       |     |
| Allenatore:          |                      |                         |       |     |
| Massimiliano Allegri | Massimiliano Allegri | Massimiliano Allegri    | 90+5’ |     |

| Assistenti arbitrali: Daniele Bindoni (Venezia) Alberto Tegoni (Milano) Quarto ufficiale: Maurizio Mariani (Aprilia) VAR: Valerio Marini (Roma 1) Assistente al VAR: Aleandro Di Paolo (Avezzano) Assistente di riserva: Stefano Liberti (Pisa) | Regole dell'incontro: - due tempi regolamentari da 45 minuti ciascuno; - due tempi supplementari da 15 minuti ciascuno in caso di parità; - tiri di rigore in caso di ulteriore parità; inizialmente cinque per squadra, e a oltranza fino a spareggio in caso di ulteriore parità; - numero massimo di 26 giocatori per squadra a referto (11 in campo e 15 come potenziali sostituti); - cinque sostituzioni permesse nei tempi regolamentari; una sesta permessa nei tempi supplementari. |

## Tabellone (fase finale)
|  | Ottavi di finale | Ottavi di finale |       |                  | Quarti di finale | Quarti di finale |  |            | Semifinali | Semifinali | Semifinali | Semifinali |  |          | Finale | Finale |
|  |                  |                  |       |                  |                  |                  |  |            |            |            |            |            |  |          |        |        |
|  | Fiorentina (dtr) | 2 (4)            |       |                  |                  |                  |  |            |            |            |            |            |  |          |        |        |
|  | Parma            | 2 (1)            |       |                  |                  |                  |  |            |            |            |            |            |  |          |        |        |
|  | Parma            | 2 (1)            |       | Fiorentina (dtr) | 0 (5)            |                  |  |            |            |            |            |            |  |          |        |        |
|  |                  |                  |       | Fiorentina (dtr) | 0 (5)            |                  |  |            |            |            |            |            |  |          |        |        |
|  |                  | Bologna          | 0 (4) |                  |                  |                  |  |            |            |            |            |            |  |          |        |        |
|  | Inter            | Bologna          | 0 (4) | 1                |                  |                  |  |            |            |            |            |            |  |          |        |        |
|  | Inter            |                  |       | 1                |                  |                  |  |            |            |            |            |            |  |          |        |        |
|  | Bologna (dts)    | 2                |       |                  |                  |                  |  |            |            |            |            |            |  |          |        |        |
|  | Bologna (dts)    | 2                |       |                  |                  |                  |  | Fiorentina | 1          | 1          | 2          |            |  |          |        |        |
|  |                  |                  |       |                  |                  |                  |  | Fiorentina | 1          | 1          | 2          |            |  |          |        |        |
|  |                  | Atalanta         | 0     | 4                | 4                |                  |  |            |            |            |            |            |  |          |        |        |
|  | Milan            | Atalanta         | 0     | 4                | 4                | 4                |  |            |            |            |            |            |  |          |        |        |
|  | Milan            |                  |       |                  |                  | 4                |  |            |            |            |            |            |  |          |        |        |
|  | Cagliari         | 1                |       |                  |                  |                  |  |            |            |            |            |            |  |          |        |        |
|  | Cagliari         | 1                |       | Milan            | 1                |                  |  |            |            |            |            |            |  |          |        |        |
|  |                  |                  |       | Milan            | 1                |                  |  |            |            |            |            |            |  |          |        |        |
|  |                  | Atalanta         | 2     |                  |                  |                  |  |            |            |            |            |            |  |          |        |        |
|  | Atalanta         | Atalanta         | 2     | 3                |                  |                  |  |            |            |            |            |            |  |          |        |        |
|  | Atalanta         |                  |       | 3                |                  |                  |  |            |            |            |            |            |  |          |        |        |
|  | Sassuolo         | 1                |       |                  |                  |                  |  |            |            |            |            |            |  |          |        |        |
|  | Sassuolo         | 1                |       |                  |                  |                  |  |            |            |            |            |            |  | Atalanta | 0      |        |
|  |                  |                  |       |                  |                  |                  |  |            |            |            |            |            |  | Atalanta | 0      |        |
|  |                  | Juventus         | 1     |                  |                  |                  |  |            |            |            |            |            |  |          |        |        |
|  | Juventus         | Juventus         | 1     | 6                |                  |                  |  |            |            |            |            |            |  |          |        |        |
|  | Juventus         |                  |       | 6                |                  |                  |  |            |            |            |            |            |  |          |        |        |
|  | Salernitana      | 1                |       |                  |                  |                  |  |            |            |            |            |            |  |          |        |        |
|  | Salernitana      | 1                |       | Juventus         | 4                |                  |  |            |            |            |            |            |  |          |        |        |
|  |                  |                  |       | Juventus         | 4                |                  |  |            |            |            |            |            |  |          |        |        |
|  |                  | Frosinone        | 0     |                  |                  |                  |  |            |            |            |            |            |  |          |        |        |
|  | Napoli           | Frosinone        | 0     | 0                |                  |                  |  |            |            |            |            |            |  |          |        |        |
|  | Napoli           |                  |       | 0                |                  |                  |  |            |            |            |            |            |  |          |        |        |
|  | Frosinone        | 4                |       |                  |                  |                  |  |            |            |            |            |            |  |          |        |        |
|  | Frosinone        | 4                |       |                  |                  |                  |  | Juventus   | 2          | 1          | 3          |            |  |          |        |        |
|  |                  |                  |       |                  |                  |                  |  | Juventus   | 2          | 1          | 3          |            |  |          |        |        |
|  |                  | Lazio            | 0     | 2                | 2                |                  |  |            |            |            |            |            |  |          |        |        |
|  | Lazio            | Lazio            | 0     | 2                | 2                | 1                |  |            |            |            |            |            |  |          |        |        |
|  | Lazio            |                  |       |                  |                  | 1                |  |            |            |            |            |            |  |          |        |        |
|  | Genoa            | 0                |       |                  |                  |                  |  |            |            |            |            |            |  |          |        |        |
|  | Genoa            | 0                |       | Lazio            | 1                |                  |  |            |            |            |            |            |  |          |        |        |
|  |                  |                  |       | Lazio            | 1                |                  |  |            |            |            |            |            |  |          |        |        |
|  |                  | Roma             | 0     |                  |                  |                  |  |            |            |            |            |            |  |          |        |        |
|  | Roma             | Roma             | 0     | 2                |                  |                  |  |            |            |            |            |            |  |          |        |        |
|  | Roma             |                  |       | 2                |                  |                  |  |            |            |            |            |            |  |          |        |        |
|  | Cremonese        | 1                |       |                  |                  |                  |  |            |            |            |            |            |  |          |        |        |

## Classifica marcatori
| Gol | Rigori |  | Giocatore              | Squadra        |
| --- | ------ |  | ---------------------- | -------------- |
| 4   | 1      |  | Arkadiusz Milik        | Juventus       |
| 3   |        |  | Ange-Yoan Bonny        | Parma          |
| 3   | 1      |  | Teun Koopmeiners       | Atalanta       |
| 2   |        |  | Valentín Castellanos   | Lazio          |
| 2   |        |  | Charles De Ketelaere   | Atalanta       |
| 2   |        |  | Davide Di Molfetta     | Feralpisalò    |
| 2   |        |  | Albert Guðmundsson     | Genoa          |
| 2   |        |  | Chukwubuikem Ikwuemesi | Salernitana    |
| 2   |        |  | Luka Jović             | Milan          |
| 2   |        |  | Rafael Leão            | Milan          |
| 2   |        |  | Lorenzo Meazzi         | Virtus Entella |
| 2   |        |  | Samuele Mulattieri     | Sassuolo       |
| 2   |        |  | Manolo Portanova       | Reggiana       |
| 2   |        |  | Mateo Retegui          | Genoa          |
| 2   |        |  | Loum Tchaouna          | Salernitana    |
| 2   |        |  | Dušan Vlahović         | Juventus       |
| 2   |        |  | Kenan Yıldız           | Juventus       |
| 2   | 1      |  | Dennis Man             | Parma          |
| 2   | 2      |  | Eric Lanini            | Reggiana       |